# SVT 1
SVT 1 er Sveriges Televisions hovedkanal.

## Historie

### 1956-1969: Radiotjänst TV og Sveriges Radio TV
Da kanalen startede i 1956 fik den navnet Radiotjänst TV. Senere ændrede man navnet til Sveriges Radio TV.

### 1969-1987: TV1
I 1969 blev det bestemt at man skulle have en ny tv-kanal i Sverige. Det resulterede i at TV2 startede 5. december 1969. Da ændrede Sveriges Radio TV navn til TV1.

### 1987-1996: Kanal 1
1. juli 1987 ændrede kanalen navn fra TV1 til Kanal 1. Samtidig blev kanalen "rigskanalen" og viste programmer produceret i Stockholm, mens TV 2 blev "Sverigeskanalen" og viste programmer produceret i Sverige udenfor Stockholm.

### 1996: SVT 1
I 1996 skiftede kanalen navn til dagens SVT 1, samtidig ophørte det, at man kun sendte programmer produceret i Stockholm.
15. januar 2001 blev der gennemført en omfattende programomlægning da SVT 1 fik de bredeste programmer som havde flest seere, mens SVT 2 blev lidt smallere. Dette indebar at Sveriges største nyhedsprogram, Rapport 19.30, blev flyttet til SVT 1, mens det mer fordybende Aktuellt 21.00 blev flyttet til SVT 2. For SVT 1 var omlægningen vellykket, og kanalen har siden det hvert så godt som lige så stor som TV4, som i tiden før omlægningen var Sveriges største kanal.
| Fjernsyn | Spire Denne artikel om en tv-kanal er en spire som bør udbygges. Du er velkommen til at hjælpe Wikipedia ved at udvide den. |